# Bittacus africanus
Bittacus africanus är en näbbsländeart som beskrevs av Peter Esben-Petersen 1915. 
Bittacus africanus ingår i släktet Bittacus och familjen styltsländor. Inga underarter finns listade i Catalogue of Life.